# Émile Jung
Pour les articles homonymes, voir Jung.
Émile Jung, né le 2 avril 1941 à Masevaux et mort le 27 janvier 2020 à Strasbourg, est un maître-cuisinier français, trois étoiles au guide Michelin.

## Biographie

### Enfance et formation
Émile Jung naît le 2 avril 1941 à Masevaux en Alsace où ses parents sont restaurateurs.
Il fréquente le collège jusqu'à l’âge de 17 ans. À la mort de son père, il part faire son apprentissage avec l'idée de reprendre l'affaire de ses parents : l’Hostellerie Alsacienne. Il entre à l’école hôtelière de Strasbourg. Pendant un an, il apprend le métier dans le restaurant de l’hôtel Maison Rouge à Strasbourg, puis découvre l’art de la préparation du foie gras à la maison Édouard Artzner.
Après son service militaire, il poursuit son apprentissage à Lyon, chez La Mère Guy, deux étoiles au guide Michelin. Dans cette ville, il rencontre Paul Bocuse et explore la richesse de la cuisine lyonnaise. Il continue sa formation à Paris où il fréquente les établissements les plus réputés, comme le Fouquet’s et la Marée.

### Parcours professionnel

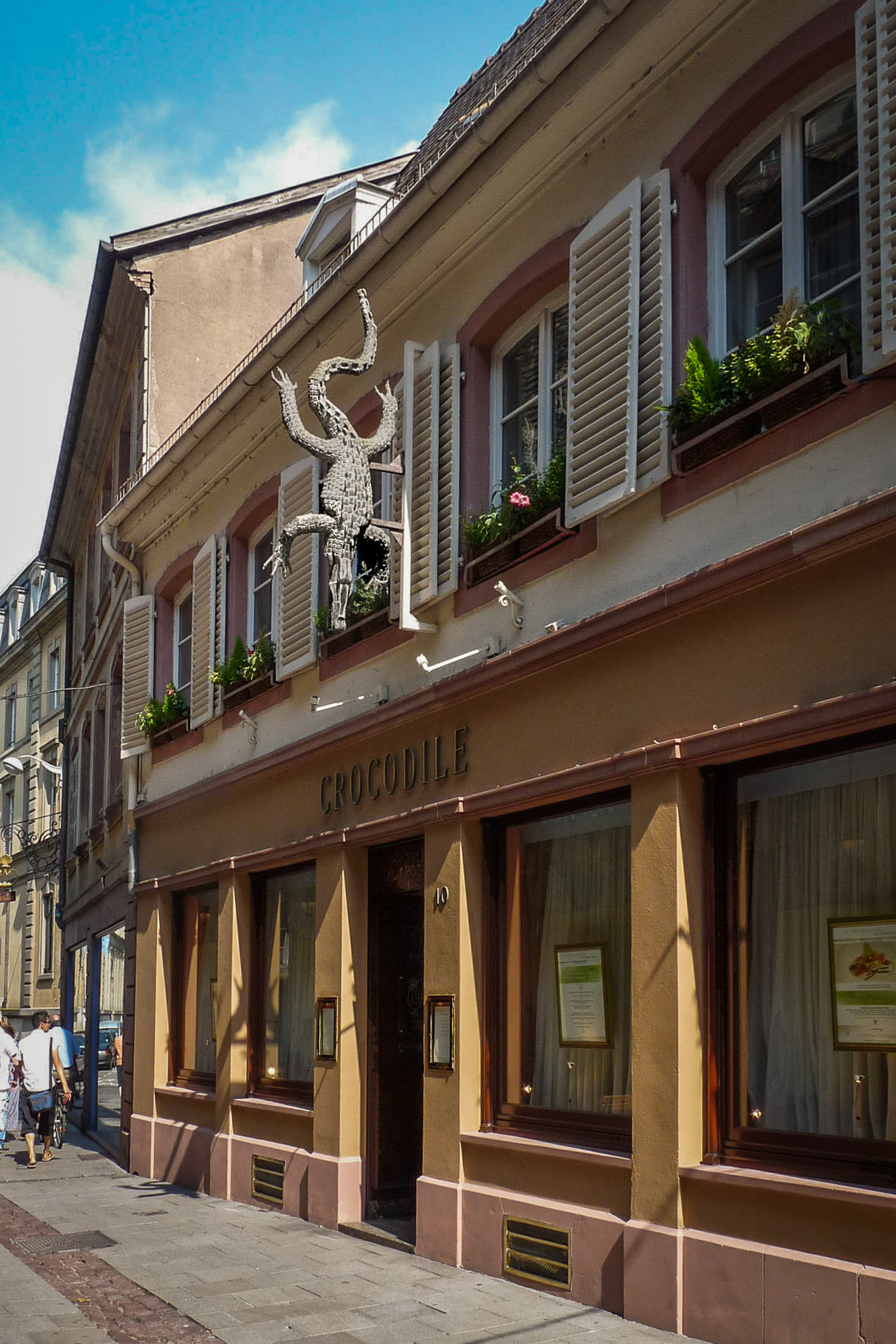
Le restaurant Au Crocodile à Strasbourg.

Le jeune couple s’impose rapidement dans la gastronomie alsacienne. L’établissement gagne sa première étoile en 1972 et sa deuxième en 1975, et obtient trois étoiles en 1989. Il les gardera jusqu’en 2002.

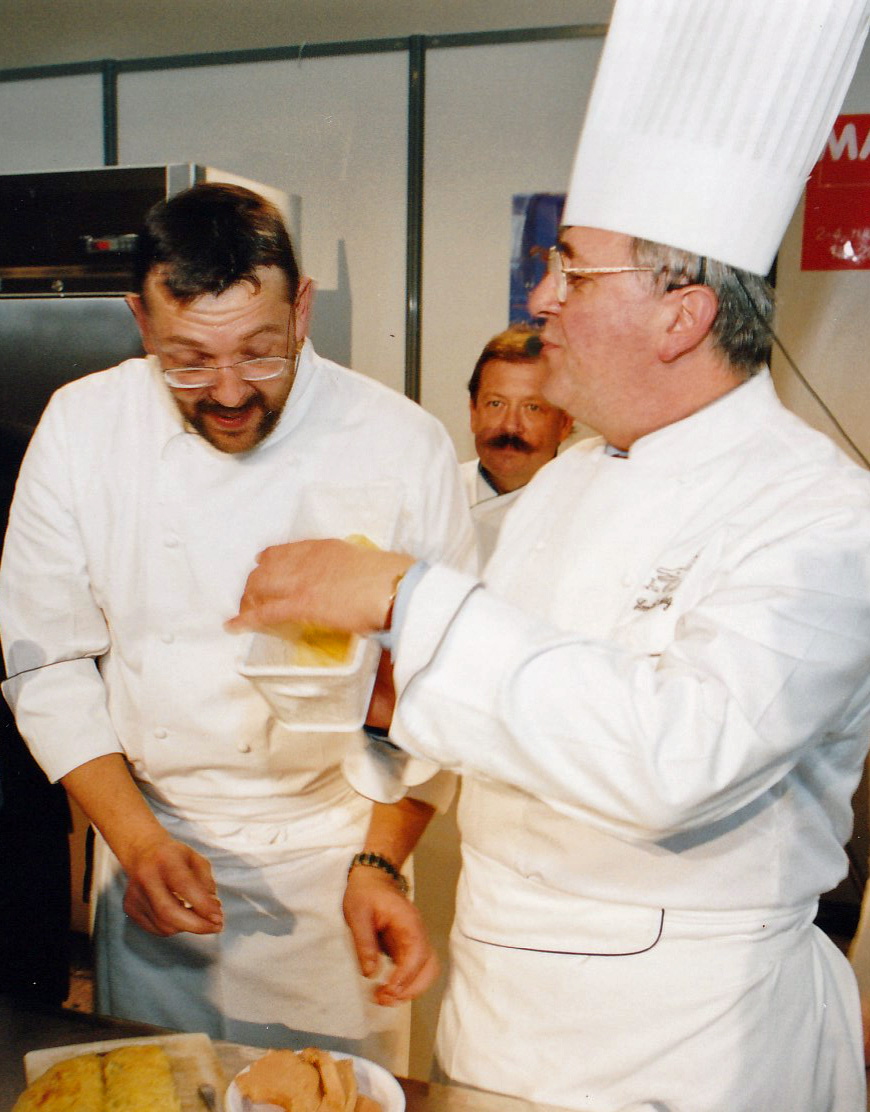
Émile Jung en démonstration au Festival international de géographie en 2001.

En 2009, Émile Jung cède son établissement à Philippe Bohrer et prend sa retraite, mais il reste très actif dans le milieu de la gastronomie, en particulier auprès de l’association caritative Sentiers d’Étoiles dont il était le président d’honneur.
Il est membre fondateur de l'association des Étoiles d'Alsace et de celle des Disciples d'Escoffier.

### Mort
Émile Jung meurt le 27 janvier 2020 à Strasbourg, à l’âge de 78 ans, des suites d’une longue maladie,.

## Distinctions
- au Guide Michelin (1989-2002)
- Meilleur restaurateur-sommelier d'Alsace en 1972 et second du concours national[4]
- Clé d'or Gault et Millau en 1974 et une note de 18/20 en 1983[4]
- Officier des Arts et Lettres

## Publications
- Au menu de ma vie, La Nuée Bleue, 2001  (ISBN 978-2-7165-0551-2)
- À la table du Crocodile, La Nuée Bleue, 2001  (ISBN 978-2-7165-0563-5)